# Rozłopy-Kolonia
Rozłopy-Kolonia – wieś w Polsce położona w województwie lubelskim, w powiecie zamojskim, w gminie Sułów.
W latach 1975–1998 miejscowość administracyjnie należała do województwa zamojskiego.
Wieś jest sołectwem w gminie Sułów. Według Narodowego Spisu Powszechnego z roku 2011 wieś liczyła 99 mieszkańców.
Wierni Kościoła rzymskokatolickiego należą do parafii św. Maksymiliana Marii Kolbego w Deszkowicach.